# C7H5FO
化学式C7H5FO（摩尔质量：140.57 g/mol）可能指：
- 苯甲酰氟，CAS号：455-32-3
- 氟苯甲醛
  - 2-氟苯甲醛，CAS号：446-52-6 
  - 3-氟苯甲醛（葡萄牙語：3-Fluorobenzaldeído），CAS号：456-48-4 
  - 4-氟苯甲醛，CAS号：459-57-4

|  | 这个同类索引页列出了具有相同分子式的化学物（即同分異構體）条目。 除非您是有意链接至本页，否则应将相应条目的内部链接指向正确的条目。 |